# Australian Journal of Botany
Australian Journal of Botany (ISSN 0067-1924) — австралийский ботанический журнал для публикации научных исследований в различных областях науки о растениях.

## История
Журнал основан в 1953 году. На начало 2010 года было опубликовано 58 томов. Индекс цитирования (импакт фактор) равен 1.459.
В журнале публикуются результаты научных исследований в различных областях науки о растениях, по экологии и экофизиологии, охране природы и биоразнообразию, биологии лесов и их сохранению, клеточной и молекулярной биологии, палеоботанике, генетике, микологии и патологии растений.
Главный редактор Bob Hill Архивная копия от 28 мая 2010 на Wayback Machine, профессор University of Adelaide (Австралия).

## ISSN
- ISSN 0067-1924 (print)
- eISSN: 1444-9862